# إعصار نيو إنجلاند 1938
إعصار نيو إنجلاند 1938 (المعروف أيضًا باسم الإعصار العظيم لنيو إنجلاند أو قطار لونغ آيلاند)، كان أحد أعنف الأعاصير المدارية التي ضربت الولايات المتحدة. تشكل قرب سواحل إفريقيا في 9 سبتمبر 1938، وبلغ ذروته كإعصار من الفئة 5، قبل أن يضرب لونغ آيلاند في نيويورك في 21 سبتمبر كإعصار من الفئة 3. يُعد هذا الإعصار الكارثة الطبيعية الأكثر دموية في تاريخ نيو إنجلاند، حيث تسبب في مقتل 682–800 شخص، وتدمير أكثر من 57,000 منزل، وخسائر مادية تقدر بـ306 مليون دولار (ما يعادل 6.7 مليار دولار عام 2024).

## المسار والتطور
التكوين: نشأ كمنخفض استوائي قرب غرب إفريقيا في 9 سبتمبر، وتطور إلى إعصار بحلول 15 سبتمبر.
الذروة: بلغ قوة إعصار من الفئة 5 (رياح 260 كم/س) شمال جزر تركس وكايكوس في 19 سبتمبر.
الحركة السريعة: تسارع شمالاً بسرعة 76 كم/س بفعل تيارات جوية، مما منع انحرافَه إلى المحيط.
الوصول إلى الأرض: ضرب لونغ آيلاند (نيويورك) بسرعة 193 كم/س عند الساعة 15:45 يوم 21 سبتمبر، ثم كونيتيكت بعد ساعتين.
الآثار المدمرة
نيويورك ولونغ آيلاند
لونغ آيلاند الشرقية: موجات عاتية بارتفاع 6 أمتار اجتاحت ويستهامبتون بيتش، محوِلةً شاطئ "دون رود" إلى ركام ومقتلة 29 شخصًا. فُتحت 10 قنوات مائية جديدة بسبب العاصفة.
مانهاتن: فيضان نهر إيست ريفر، وانقطاع التيار الكهربائي شمال 59 شارع، وإغلاق الجسور والأنفاق.
كونيتيكت
فيضان مدمر: وصل ارتفاع المد العاصفي إلى 4.3 أمتار في نيو لندن، مما أشعل حرائق في المنطقة التجارية.
الأضرار البارزة: تدمير منازل ساحلية في مدن مثل أولد لايم، واقتلاع سكة حديد "بوسطونيان".
رود آيلاند
أسوأ موجة عاصفة: ارتفع المد 4.8 أمتار في ناراغانسيت باي، غمرت وسط بروفيدنس تحت 4 أمتار من الماء. لقي 7 أطفال حتفهم عندما انجرفت حافلتهم المدرسية إلى خليج ماكريل.
حرق ونهب: تعرضت المتاجر في بروفيدنس للنهب بعد الفيضان.
باقي نيو إنجلاند
ماساتشوستس: سجلت مرصد بلو هيل هبوب رياح 300 كم/س، وهي الأعلى في تاريخ الأعاصير الأمريكية.
فيرمونت ونيوهامبشاير: اقتلاع 2.7 مليار شجرة، وتعطيل طرق لشهور. فيرمنت هي الولاية الوحيدة التي دخلها الإعصار كمنظومة مدارية.

## الأخطاء في التنبؤ
توقع مكتب الأرصدة الأمريكي أن يتجه الإعصار نحو البحر بعد عبور كارولينا، لكن مساره المفاجئ شمالاً منع إصدار تحذيرات كافية. لم يصل أول إنذار رسمي لسكان لونغ آيلاند إلا قبل 3 ساعات من الضربة.

## الإرث التاريخي
إعادة التشجير: أُسست "إدارة إنقاذ الأخشاب الشمالية الشرقية" للتخلص من الأشجار المقتلعة وتقليل خطر الحرائق.
تغييرات دائمة: أدت الكارثة إلى بناء حواجز عواصف مثل "حاجز فوكس بوينت" في بروفيدنس.
المعايير الحديثة: لو ضرب إعصار مماثل عام 2005، كانت خسائره تُقدّر بـ39.2 مليار دولار.
يظل هذا الإعصار تحذيرًا دائمًا من مخاطر الأعاصير السريعة الحركة على الساحل الشمالي الشرقي للولايات المتحدة.